# Annie Duke
Annie Duke (född Lederer), född 13 september 1965, är en amerikansk pokerspelare. 
Duke föddes i Concord, New Hampshire. Hennes pappa Richard Lederer är lingvist och författare. Hennes bror är pokerspelaren Howard Lederer. Duke har beskrivit hur familjen redan i barndomshemmets kortspel var väldigt tävlingsinriktade, men Duke bestämde sig för en karriär inom psykologi, vilket hon studerade vid Columbia University och senare vid University of Pennsylvania. 
Hennes bror Howard började på 1980-talet bli en framgångsrik pokerspelare och fick henne intresserad av spelet och hjälpte henne med pengar att börja spela. Duke upptäckte att hon var framgångsrik vid pokerbordet och 1994 flyttade hon och hennes man till Las Vegas. Samma år vann hon prispengar i tre turneringar i World Series of Poker (WSOP). 2004 vann hon sin första WSOP-turnering, i Omaha hi/lo, en turnering hon valde att spela istället för att spela i Texas hold'em-turneringen för damer som spelades samtidigt. Senare samma år blev hon inbjuden till en särskild tv-sänd pokerturnering där tio pokerproffs tävlade om förstapriset på 2 miljoner dollar. Duke slog bland annat ut sin bror och vann turneringen. Detta var den största prissumma i poker en kvinnlig spelare vunnit, tills 19-åriga Annette Obrestad från Norge vann en miljon pund (motsvarande 2 013 miljoner dollar) i september 2007. Duke fick också uppmärksamhet då hon coachade Ben Affleck i poker och han därefter vann en stor pokerturnering. Sammanlagt har Duke vunnit drygt 4,2 miljoner dollar i turneringspoker . Den enda kvinna som vunnit mer är Kathy Liebert. Duke har tillsammans med skådespelaren Don Cheadle grundat välgörenhetsorganisation "Ante Up for Africa" som ska hjälpa folk i Darfur. Vid World Series of Poker 2007 anordnades en välgörenhetsturnering med samma namn och flera liknande turneringar har anordnats sedan dess. I mars 2010 vann hon NBC National Heads-Up Championship med ett förstapris på $500 000.
Duke har ofta förekommit i TV, bland annat i ett program med titeln Annie Duke Takes on the World, där hon blev utmanad av amatörspelare, och i frågesportsprogrammet 1 vs. 100 samt The Apprentice där hon hade en dispyt med Joan Rivers. Hon har även skrivit en bok, How I Raised, Folded, Bluffed, Flirted, Cursed, and Won Millions at The World Series of Poker. Hennes syster, Katy Lederer, har skrivit en bok om familjen, med titeln Poker Face: A Girlhood Among Gamblers.